# Gerygone mouki
A Gerygone mouki a madarak osztályának verébalakúak (Passeriformes) rendjébe és az ausztrálposzáta-félék (Acanthizidae) családjába tartozó faj.
A családot egyes szervezetek a gyémántmadárfélék (Pardalotidae) családjának, Acanthizinae alcsaládjáként sorolják be.

## Rendszerezése
A fajt Gregory Mathews ausztráliai amatőr ornitológus írta le 1903-ban.

## Alfajai
- Gerygone mouki amalia Meise, 1931
- Gerygone mouki mouki Mathews, 1912
- Gerygone mouki richmondi (Mathews, 1915)[1]

## Előfordulása
Ausztrália keleti, tengerpart közeli részén honos. A természetes szubtrópusi és trópusi síkvidéki esőerdők, száraz erdők, mangroveerdők és mérsékel övi erdők, valamint cserjések.

## Megjelenése
Testhossza 9–11 centiméter, testtömege 5,5 gramm.

## Életmódja
Rovarokkal táplálkozik.

## Szaporodása
Kerek kupola alakú fészkét, gyökerekből, növényi rostokból, pókhálóból, mohából és zuzmókból készíti. Mindkét szülő táplálja a fiatalokat.